# Edonis helena
Edonis helena är en trollsländeart som beskrevs av James George Needham 1905. Edonis helena ingår i släktet Edonis och familjen segeltrollsländor. Inga underarter finns listade i Catalogue of Life.